# Штерусы
Штерусы (словац. Šterusy) — село и одноимённая община в районе Пьештяни Трнавского края Словакии. В письменных источниках начинает упоминаться с 1262 года.

## География
Село расположено в западной части края, в долине Малых Карпат, при автодороге 502. Абсолютная высота — 205 метров над уровнем моря. Площадь муниципалитета составляет 11,08 км². В селе есть римско-католическая Церковь Святой Марии Магдалины, построенная в XVII веке.

## Население
По данным последней официальной переписи 2011 года, численность населения селa составляла 514 человек.
Динамика численности населения общины по годам:
| Год:                | 1994 | 2004    | 2014    | 2024    |
| ------------------- | ---- | ------- | ------- | ------- |
| Количество человек: | 516  | 515     | 504     | 463     |
| Разница:            |      | −0,19 % | −2,13 % | −8,13 % |

Национальный состав населения (по данным переписи населения 2011 года):
| Национальность | Численность, человек |
| -------------- | -------------------- |
| словаки        | 478                  |
| чехи           | 2                    |
| не указана     | 32                   |